# Edwin Finckel

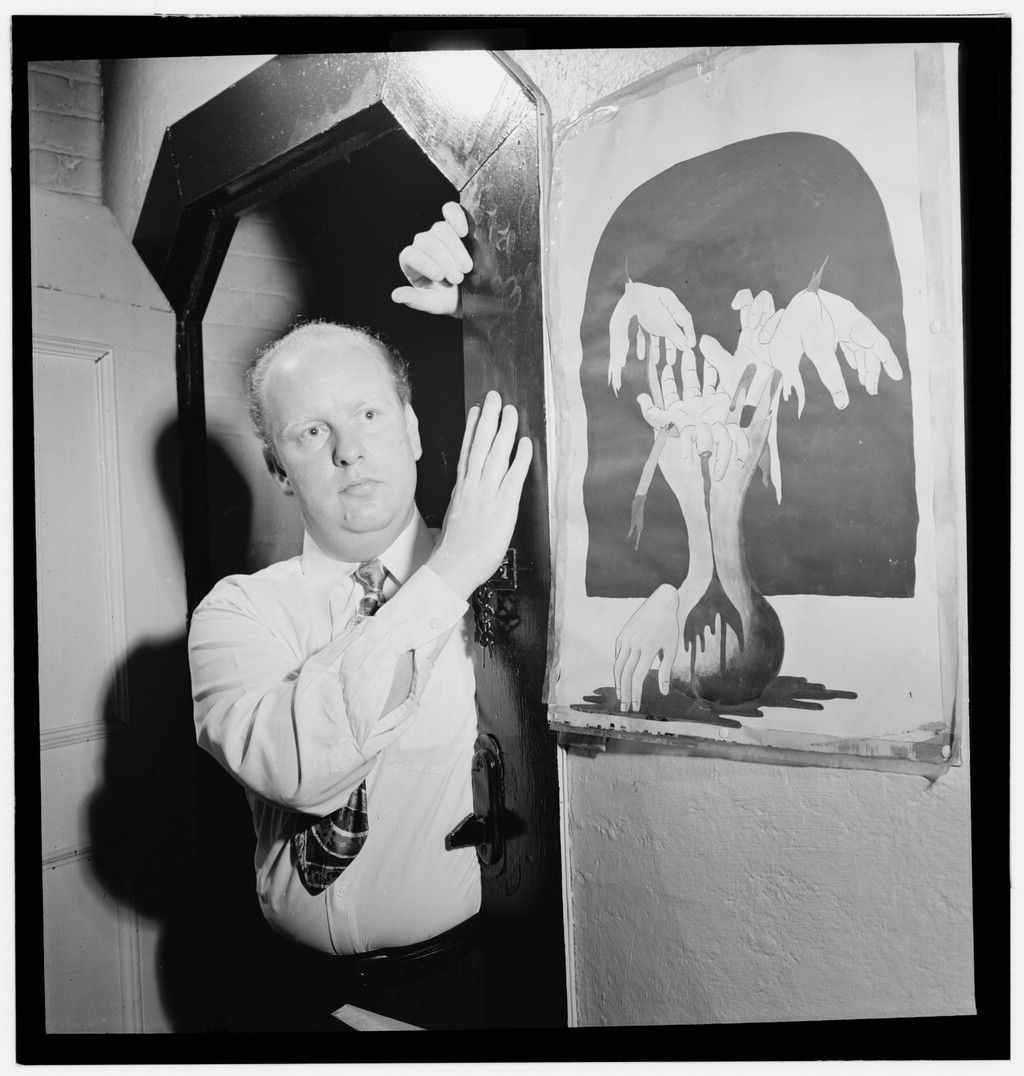
Edwin Finckel, ca. 1946. (foto: William P. Gottlieb).

Edwin A. 'Eddie' Finckel (Washington, D.C., 23 december 1913 -Madison, New Jersey, 2001) was een Amerikaanse jazzpianist, componist en arrangeur.

## Biografie
Finckel begon onder invloed van de muziek van Teddy Wilson en Art Tatum piano te spelen. Hij studeerde aan Columbia University, bij Otto Luening, George Antheil en John Cage. Vanaf de jaren 40 was hij arrangeur voor bandleiders als Boyd Raeburn, Les Brown, Gene Krupa en Buddy Rich. Hij componeerde voor speelfilms, zoals Red Roses for Me en George White's Scandals (1945) en schreef bijvoorbeeld nummers als Leave Us Leap, Quiet Riot, Gypsy Mood, Bolero Boogie, El Mundo en Starburst. Een van zijn bekendste songs is Where is the One (opgenomen door Frank Sinatra op diens album Where Are You?). Als pianist speelde Finckel o.a. met Max Roach, Allen Eager en Lester Young.
Finckel, die vanaf de jaren 50 voornamelijk les gaf, schreef meer dan 200 composities voor verschillende ensembles. Hieronder bevinden zich vocale werken, orkestwerken, theater- en balletmuziek. In 1992/93 componeerde hij voor het Omega Ensemble. Zijn zoon David Finkel, die cellist is in het Emerson String Quartet, nam meerdere werken van zijn vader op, zoals (met zijn vrouw Wu Han) de suite Of Human Kindness en de Songs of Spring.

## Boek
- Now We’ll Make the Rafters Ring: Classic and Contemporary Rounds for Everyone. A Cappella Books, 1993, ISBN 1-55652-186-3.